# Katedra Najświętszej Maryi Panny w Belgradzie
Katedra Najświętszej Maryi Panny w Belgradzie (serb. Katedrala Blažene Djevice Marije) – rzymskokatolicka katedra archidiecezji belgradzkiej, znajdująca się w Belgradzie, stolicy Serbii. Mieści się przy ulicy Hadži Milentijeva, pod numerem 75.
Została wybudowana w latach 1987–1988 według projektu słoweńskiego architekta France Kvaternika. Poświęcona 14 sierpnia 1988 roku. 24 września 2000 r. arcybiskup Belgradu Franc Perko poświęcił nowe organy. Katedra zastąpiła starą Katedrę Chrystusa Króla wybudowaną w latach dwudziestych XX wieku.